# 草津熱帯圏
草津熱帯圏（くさつねったいけん）は、群馬県吾妻郡草津町に所在する動物園。日本の動物園としては最も高い場所に位置し、飼育する爬虫類の種類及び飼育数は関東地方の動物園としては日本一である。入園に際してはペット同伴も認められている。設備には温泉熱を利用している。

## 沿革
草津熱帯圏は、1970年10月10日に開業し園内では亜熱帯や熱帯地方に生息する野生動物達が専用の檻や柵で飼育展示されている。日本の動物園のほとんどが国・自治体・大企業の傘下で運営される中、数少ない民営の動物園である。皇太子徳仁親王、秋篠宮文仁親王一家などの皇族も来訪歴があり、またテレビにもたびたび紹介されている。
過去に一世風靡をしたエリマキトカゲとカブトムシ最大の種類ヘラクレスオオカブトが日本で初めて公開されている。または群馬県で初めてコアラを期間限定で公開されている。約250種1000頭の動物を飼育されているがゾウ、キリン、ライオン、トラなどの大型動物や猛獣は飼育されておらず、主に飼育されている動物は哺乳類、鳥類、爬虫類、両生類、魚類、節足動物などが飼育されている。
特に爬虫類の飼育数は日本で最も多いがただ全ての爬虫類の種類を飼育しているわけではない。
同じく爬虫類の種類を多く飼育して知られている動物園として静岡県賀茂郡河津町にあるiZooで約400種類2000匹の動物を飼育しているが爬虫類の動物園としてはiZooの次に飼育数が多いのが草津熱帯圏である。

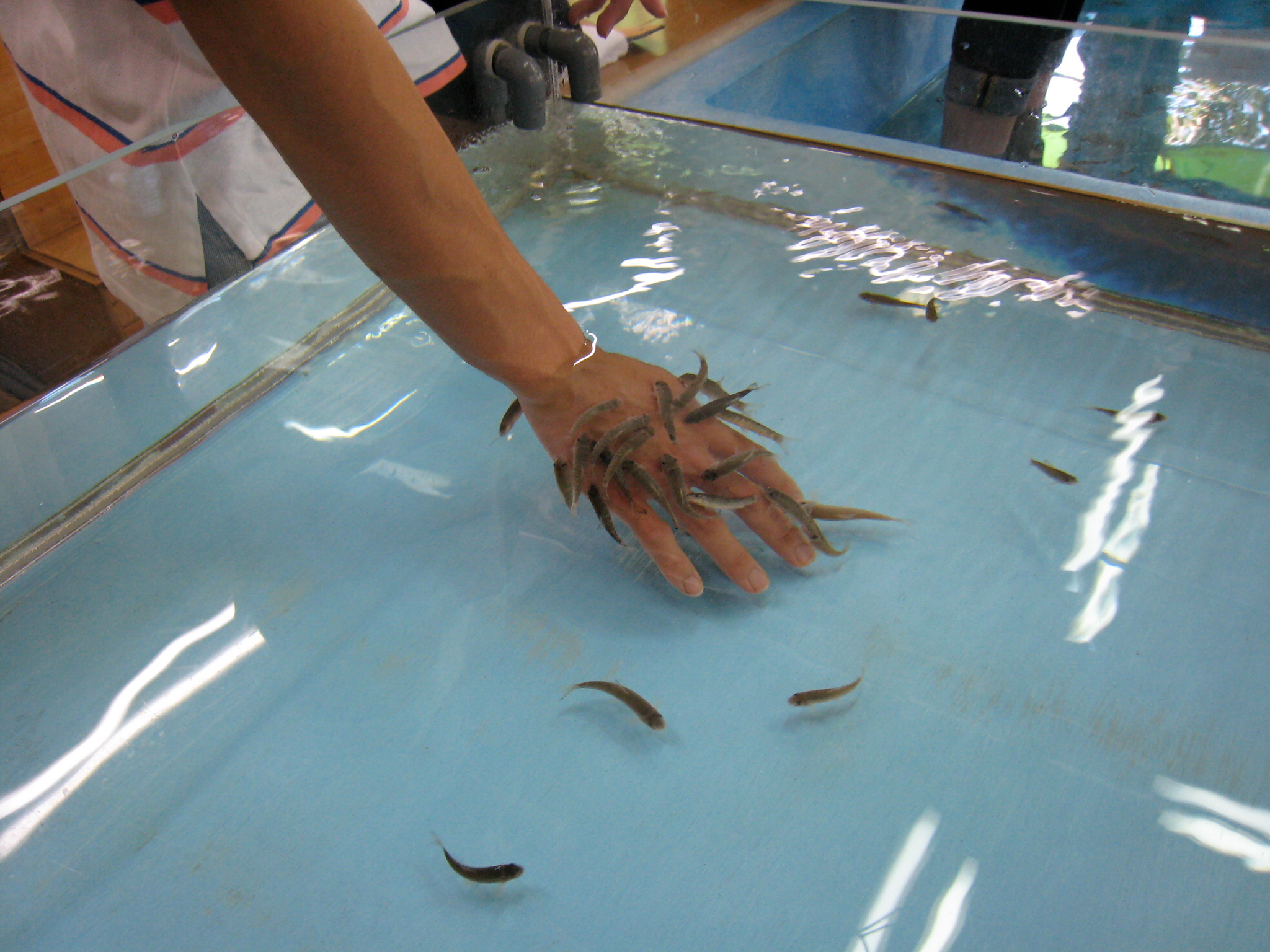
ドクターフィッシュの水槽

2003年には国内の動物園で飼育数が少なく、野生では最も絶滅が危惧されている希少ワニであるマレーガビアルの繁殖を日本で初めて成功している。また、人間の肌の古い角質や老廃物をついばみ、皮膚病を治療してくれるドクターフィッシュ（ガラ・ルファ）の足浴・手浴の体験が行われる。飼育展示には極力手すりを無くし、人と動物とのスキンシップも図れる。
2020年8月、売上金や支援金が入った金庫が盗まれる窃盗事件が発生した。
2024年6月に新施設で動物ふれあい館(ふれあい温室)を完成予定としていたが同年7月25日にオープンしている。

## 園内
園内は大きくわけると本館・昆虫館・屋外展示・熱帯大ドーム・動物ふれあい館の5ゾーンがある。

### 本館
ドクターフィッシュによる手浴や足浴を体験できたり、資料館では巨大ワニでシャムワニの剥製、ヒクイドリの剥製、エリマキトカゲの剥製、毒蛇でキングコブラ、ブッシュマスターの骨格標本、ファーブル昆虫記の原書、恐竜の卵、昆虫標本、写真など様々な物が展示されている。剥製で展示されているシャムワニ、ヒクイドリはかつて同園で飼育されていた個体である。エリマキトカゲの剥製も日本で初めて飼育されていた個体である。本館内でも熱帯魚コーナー、昆虫コーナー、海水魚コーナーなどに生き物が展示されている。またはゲームコーナー、喫茶・軽食コーナー、プレミアムショップといった施設も設けられている。資料館は元々は食堂だった場所でまたは結婚式の会場や草津猿舞団ショーの会場としても使われていた。かつてはバーベキュー、レストランも営業されていたが経営難のために閉業している。喫茶・軽食コーナー、ビューティーフィッシュの足浴も元々はバーベキューやレストランの跡地を改修して設置したものである。
- チケット売場
- 資料館
- ビューティーフィッシュの足浴
- 熱帯魚コーナー
- 昆虫コーナー
- 海水魚コーナー
- ゲームコーナー
- 喫茶・軽食コーナー
- トイレ
- プレミアムショップ

### 昆虫館
現在、老朽化のため、夏休みのイベントの時だけ使用されている。毎年7月から9月までの夏休み特別イベント「世界の昆虫展 」を開催している。過去のイベントとして「パプア・ニューギニアの民族と動物展」、「アマゾンの自然とインディオの生活展」、「世界のネズミ展」、「ゲゲゲの鬼太郎妖怪館」、「蝶の世界展」、「大恐竜展」、「コアラ展」、「世界のカエルと仲間たち展」、「世界のシロヘビ展」、「ウミウシ展」、「ハム太郎とふれあい動物展」、「高原の水族館」なども開催されていた。

### 屋外展示

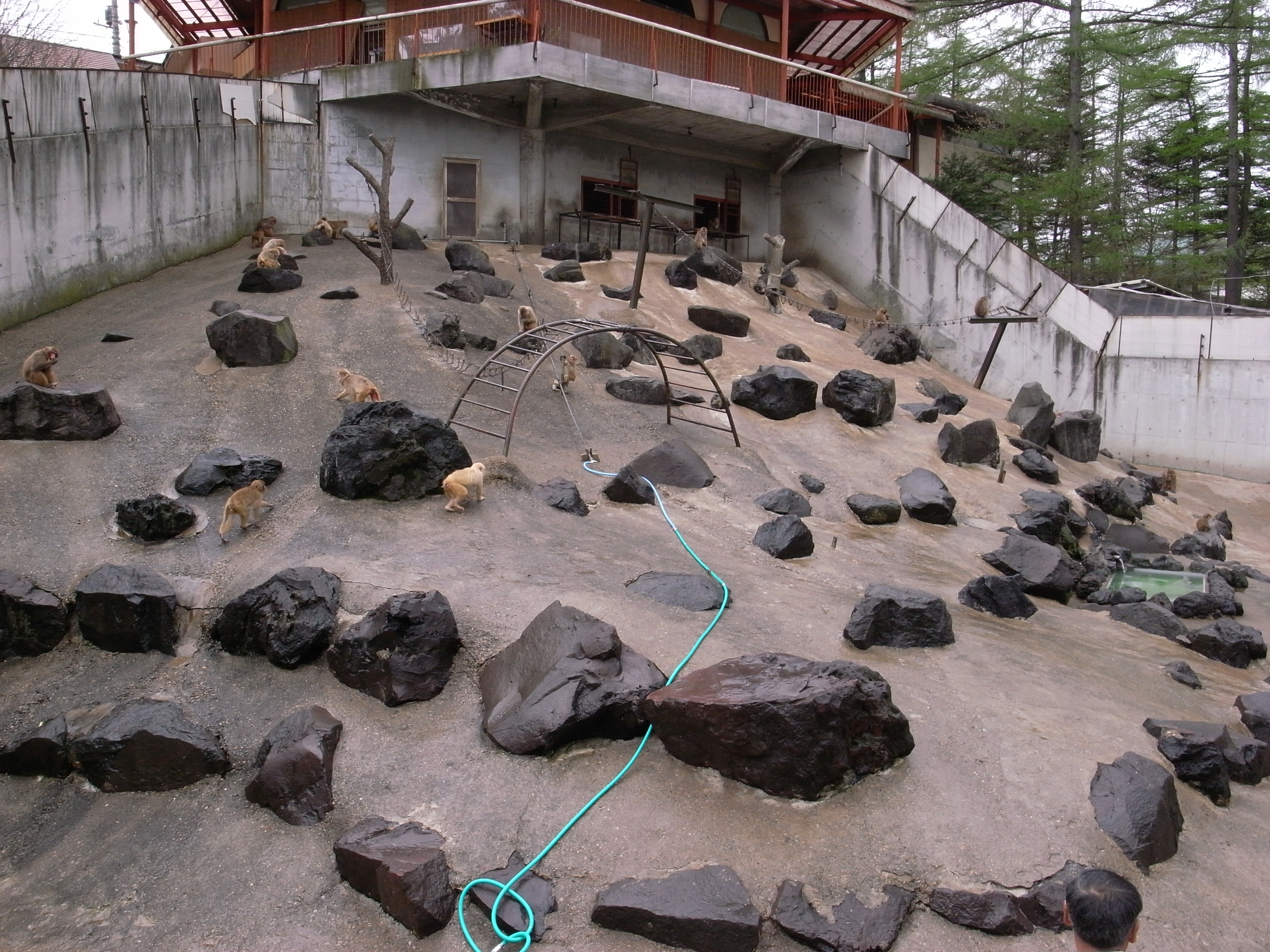
モンキーパラダイス（ニホンザル放飼場）

ニホンザルがいるモンキーパラダイスは1988年昭和63年4月29日に完成及び新設、ニホンザルの展示場として草津温泉ならではの露天風呂が設置されてます。冬季は温泉に入って満喫にくつろぐサル達を観察する事ができます。モンキーパラダイスとは別に屋外サル舎があるが人工保育で群れに戻れなくなったニホンザルを飼育展示している。ドーム外には秋田犬、ヤギ、ヒツジが放し飼いされて奥にはハクビシンがいる獣舎がある。過去に飼育動物でダチョウ、エミュー、ヒクイドリ、ヤクシカ、アライグマ、アカハナグマ、インドクジャク、シマリス、ポニー、カナダヤマアラシ、マガモ、カルガモ、アイガモ、シナガチョウ、バリケン、シバヤギ、ラマ、アルパカなどが飼われていた。モンキーパラダイス付近にはリスザル舎、ポニー舎、ヤマアラシ舎、アライグマ舎、ヒツジ舎、カモ池、リス舎、ウサギちゃんのふれあい広場などがあったが施設整備のため、閉鎖となった。
- モンキーパラダイス(ニホンザル放飼場)
- 屋外サル舎
- 秋田犬放飼場
- ヤギ・ヒツジ舎
- ハクビシン舎

### 熱帯大ドーム
1970年昭和45年10月10日に完成、草津温泉の熱を利用したこの大ドームは階層構造でアフリカ、アジア、オーストラリア、アメリカなどの亜熱帯や熱帯地方に生息する野生動物達が飼育展示されている。ドームの中は高さ15メートルでトロピカル・ジャングルのように熱帯植物が生え茂り、熱帯地方に暮らす多種多様な動植物達の楽園となっている。3階層にわけられたゾーンは全て亜熱帯である。ドーム内は過去に数多くの鳥類、サル類も放し飼いで飼われていた。現在は法令的に動物管理の厳格化の流れもあって放し飼い飼育は禁止されている。または過去に熱帯鳥類、熱帯湖沼地帯、熱帯草原地帯、大型水槽、生態観察室、毒蛇展示コーナー、熱帯降雨林、王蛇類放飼場、熱帯湿原地帯、砂漠地帯、夜行性動物室などと呼ばれていた展示場もあった。ドーム内の出口付近にもパラソル付きのテラス、売店や自動販売機も設置されていた。過去に飼育動物でアメリカバク、ダマジカ、オオアリクイ、クロキノボリカンガルー、ダマワラビー、ベネットアカクビワラビー、セスジクスクス、クロオオリス、オグロプレーリードッグ、インドタテガミヤマアラシ、オセロット、キンカジュー、ショウガラゴ、スローロリス、ピグミーマーモセット、シロガオマーモセット、トキイロコンドル、フクロウ、ジュウシマツ、ゴクラクチョウ、カンムリバト、オウギバト、ホオジロカンムリヅル、アネハヅル、ショウジョウトキ、クロトキ、アカコンゴウインコ、ベニコンゴウインコ、ウスヒムネオオハシ、ニショクキムネオオハシ、シワコブサイチョウ、オオサイチョウ、ナイルワニ、コンゴコビトワニ、キングコブラ、ブラックマンバ、インドニシキヘビ、オオアナコンダ、ハナブトオオトカゲ、サバクオオトカゲ、マツカサトカゲ、アルマジロトカゲ、アオウミガメ、オオアタマガメ、ニホンスッポン、スッポンモドキなどが飼われていた。
- 淡水魚水槽
- ワニ池
- フラミンゴ池
- リクガメ展示場
- カメ水槽
- トカゲ・リクガメ展示コーナー
- ミニブタ・マーラ展示場
- 無脊椎動物コーナー
- 両生類コーナー
- ヘビ展示コーナー
- カエル・イモリ展示コーナー
- ワニガメ池
- ミーアキャット舎
- サル舎
- オオハシ舎
- ゾウガメハウス
- カピバラ展示場(カピバラふれあい広場)
- マーモセットコーナー
- キツネザル舎
- インコ舎
- コンゴウインコ舎
- タラポアン舎
- 鳥類舎
- テナガザル舎
- 小動物コーナー
- 熱帯植物コーナー
- バックヤード(非公開)

### 動物ふれあい館（ふれあい温室）
2024年令和6年7月25日に完成及び新設。屋外展示のモンキーパラダイス(サル山)前にあります。元々あった管理棟を解体してその跡地に建設されたものである。草津熱帯圏の中で最も新しい施設で動物達とふれあいを楽しむ事ができます。コモンリスザル、ムツオビアルマジロ、コザクラインコ、オカメインコ、ヒヨコ、ヨツユビハリネズミ、チンチラ、ウサギ、ネザーランド・ドワーフ、モルモット、クロクマハムスター、キャンベルハムスター、カラージャービル、デグー、マーラ、フェネック、フタユビナマケモノ、アトラスオオカブト、パンサーカメレオン、エボシカメレオンなどと出会え、多くの動物達と触れ合えます（一部動物は触れ合えない場合があります。）
- チンチラ展示場
- マーラ展示場
- リスザル展示場
- ナマケモノ展示場
- フェネック展示場
- アルマジロ展示場
- デグー展示場
- ウサギ展示場
- モルモット展示場
- ヒヨコ展示場
- ハムスター展示場
- ハリネズミ展示場
- オカメインコ展示場
- コザクラインコ展示場
- カメレオン放飼場
- カブトムシ放飼場

その他の施設
- ハーブ園
- 食虫植物コーナー
- サル山餌売り場
- トイレ
- 新・八十八箇所(石仏群)

かつて存在した施設
- パプアニューギニア民族資料館
- 両生類館
- 標本展示室
- 植物館
- 花温室
- サボテン室
- 洋ラン室
- 栽培温室
- ロックガーデン
- 昆虫標本コーナー
- カブトコーナー
- クワガタコーナー
- 水生昆虫コーナー
- アトラスの森
- 外国産昆虫コーナー
- リスザル舎
- ポニー舎
- ダチョウ・エミュー舎
- ヒクイドリ舎
- シカ・ヤギ舎
- ラマ舎
- ヤマアラシ舎
- アライグマ舎
- ハナグマ舎
- クジャク舎
- リス舎
- ヒツジ舎
- カモ池
- ウサギちゃんのふれあい広場
- 管理棟
- 草津猿舞団ショー会場
- 食堂
- レストランカトレア
- 中華レストラン槐

## 主な飼育動物

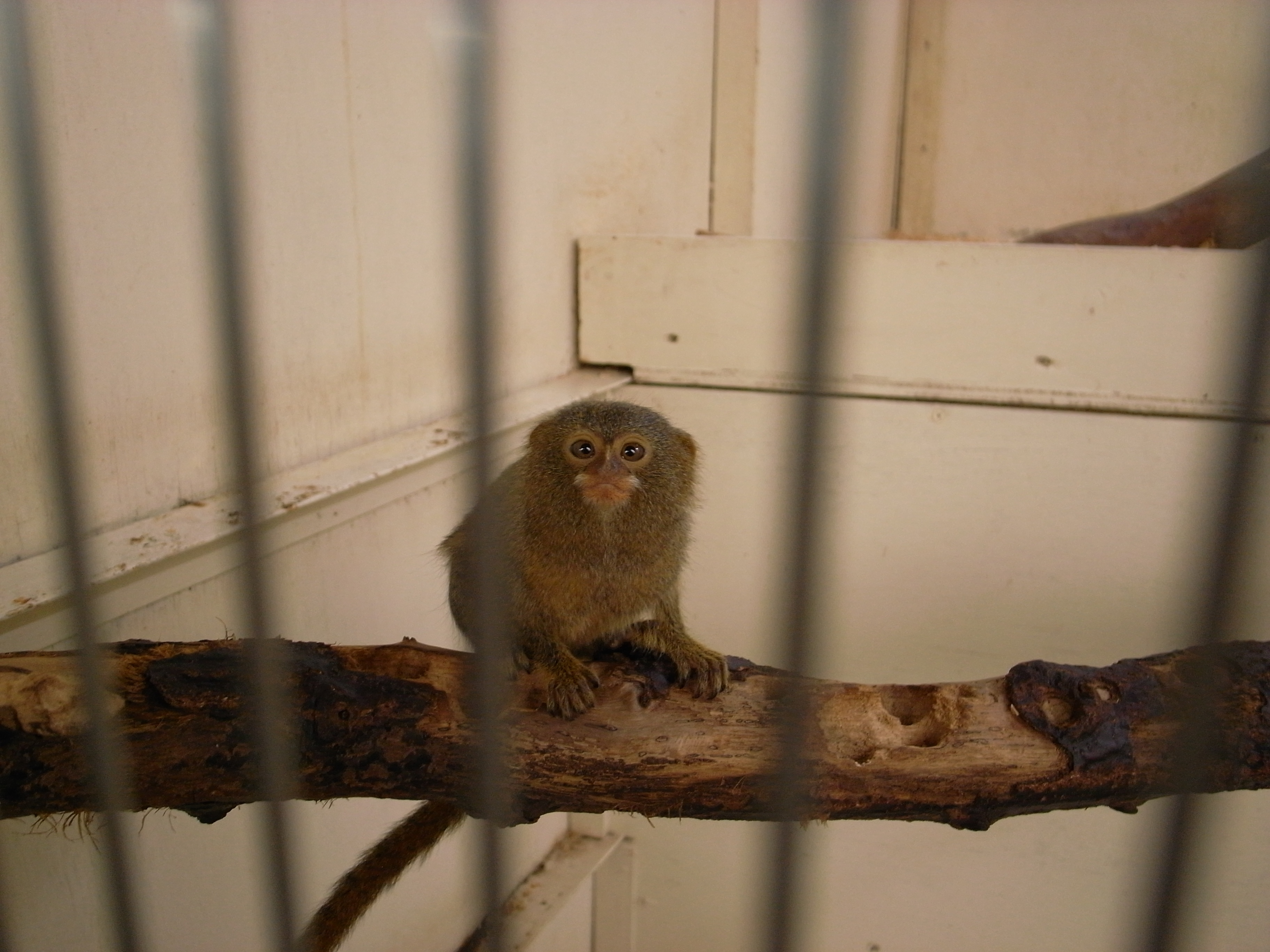
ピグミーマーモセット
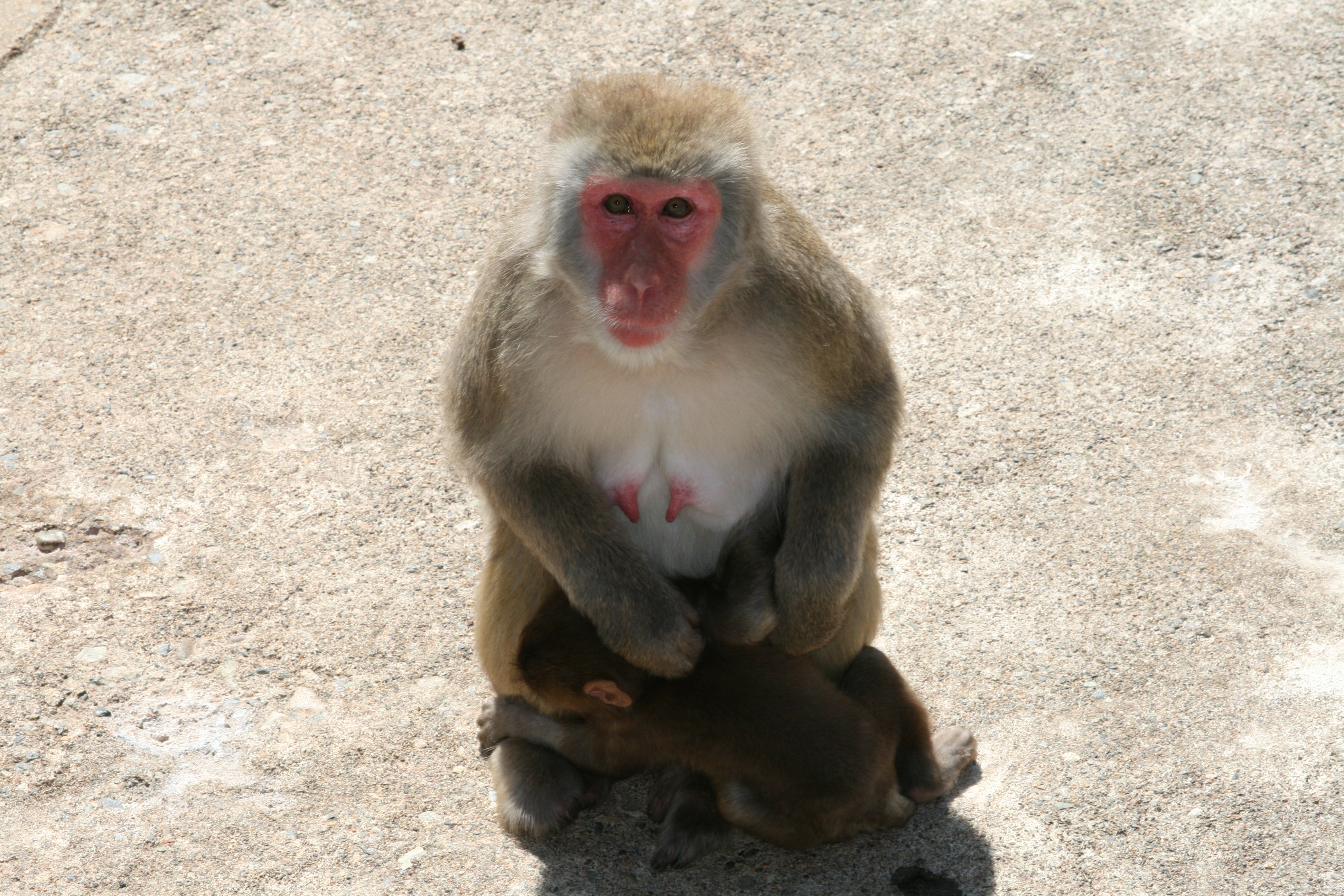
ニホンザル
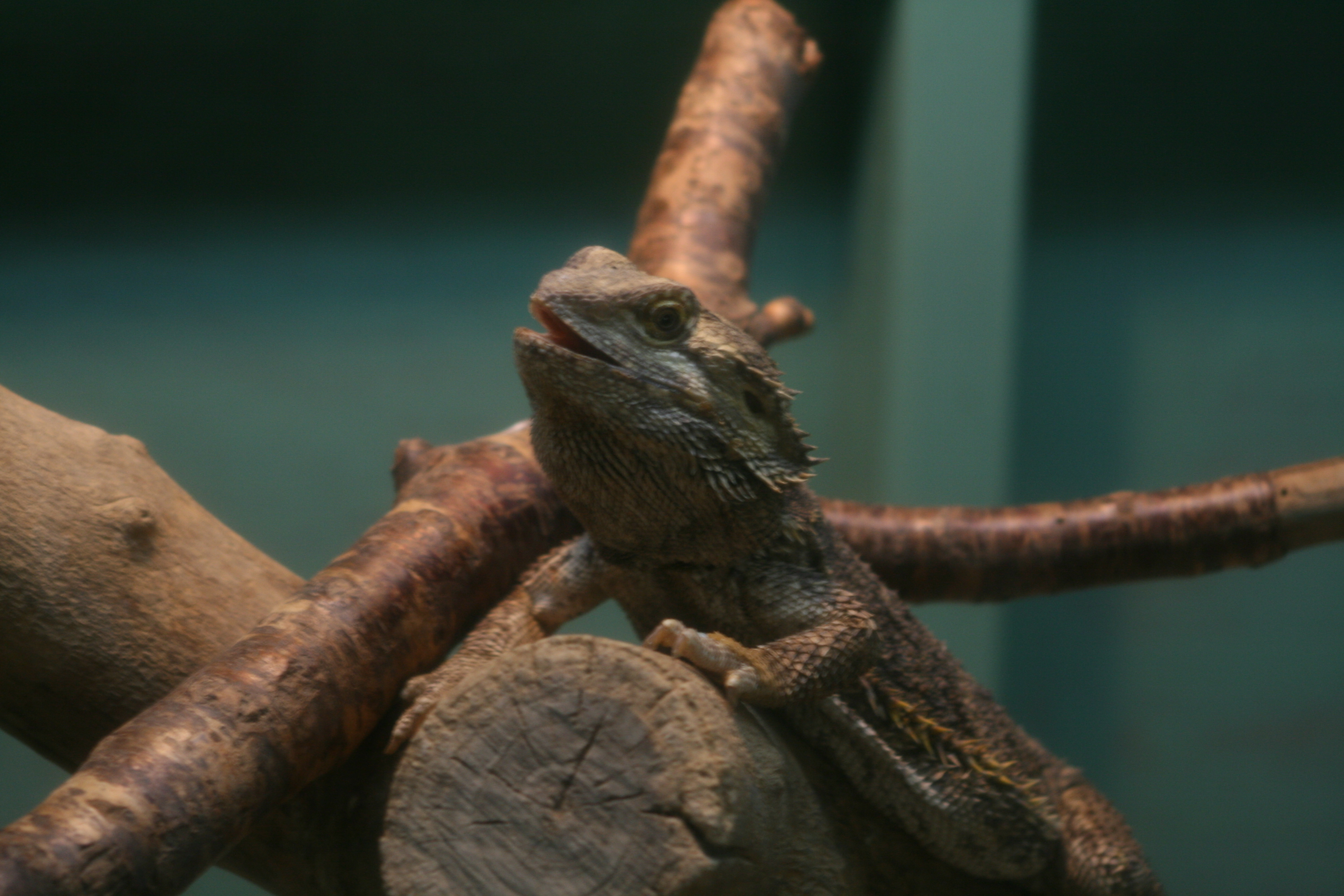
フトアゴヒゲトカゲ
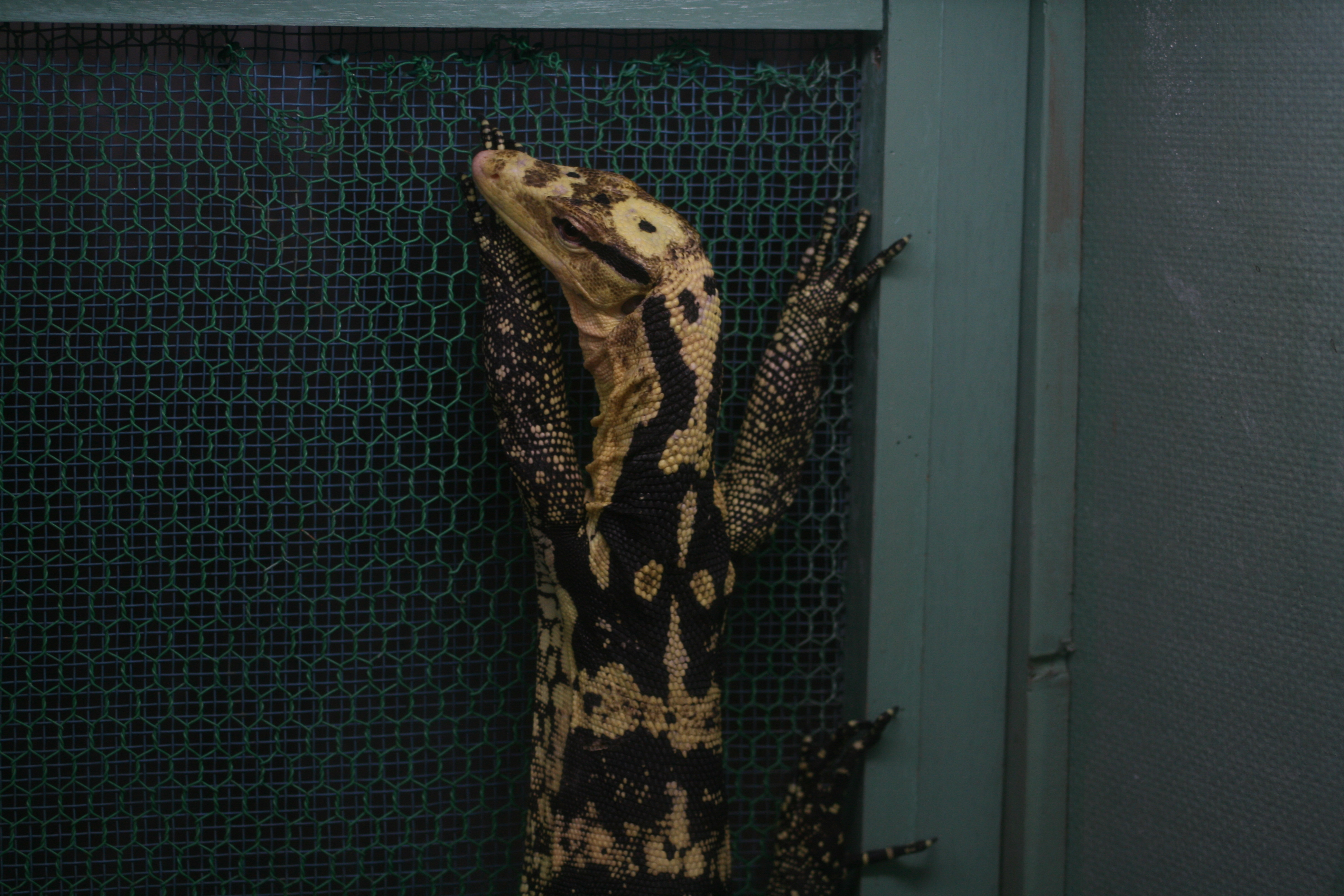
ミズオオトカゲ
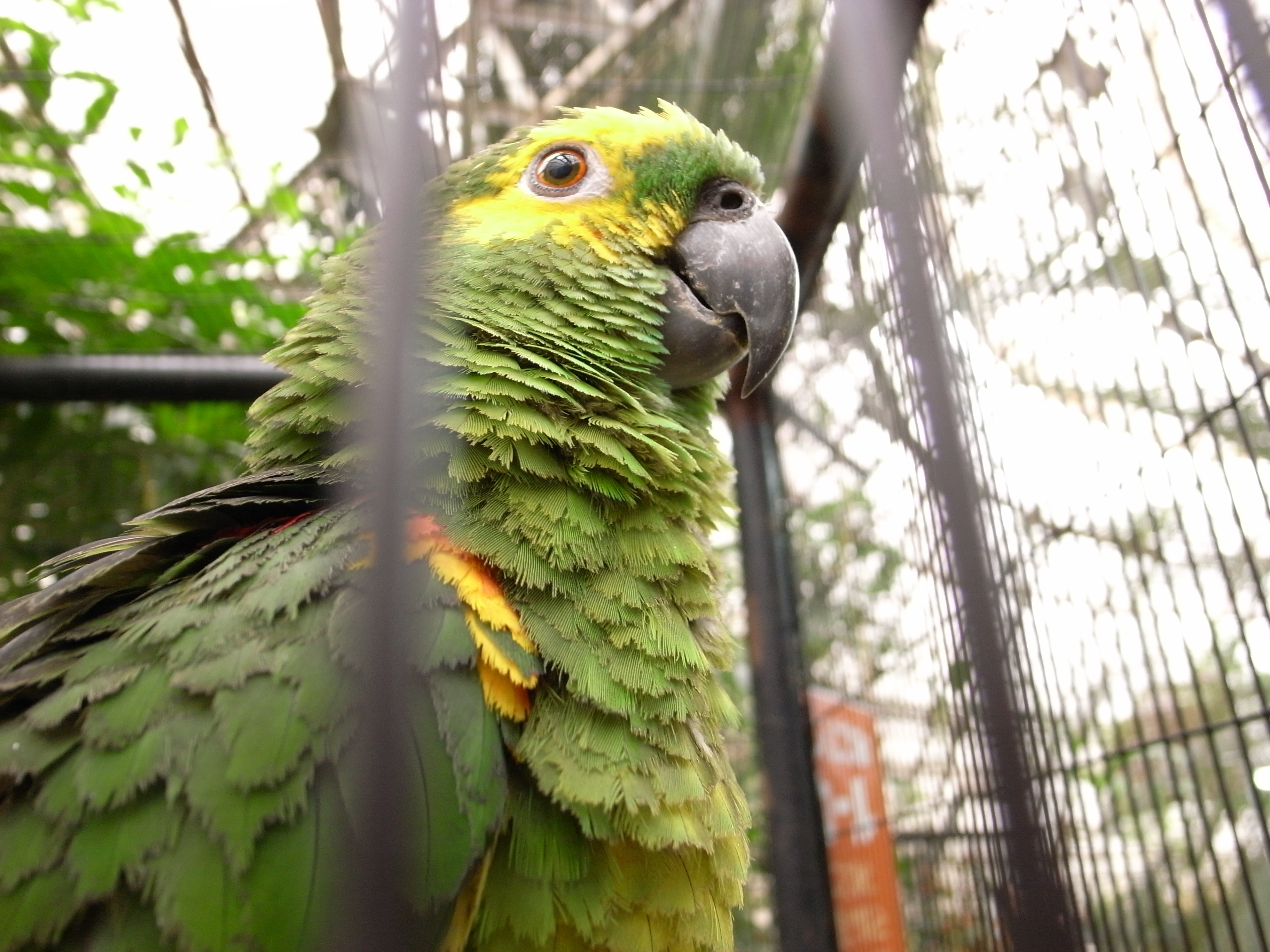
アオボウシインコ
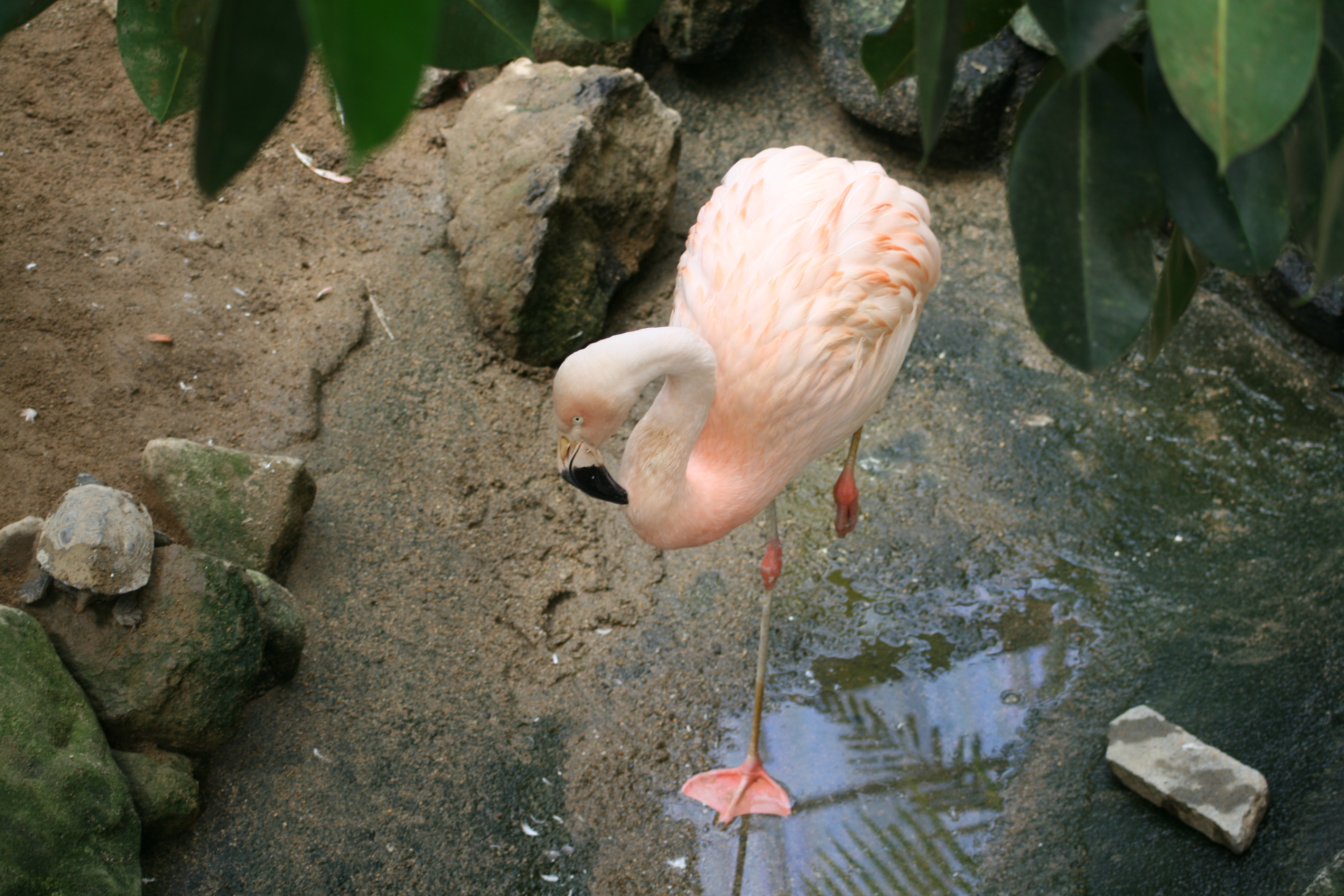
チリーフラミンゴ

約250種1000頭
哺乳類
ウサギ、ネザーランド・ドワーフ、ライオンラビット、キャンベルハムスター、クロクマハムスター、カラージャービル、モルモット、スキニーギニアピッグ、デグー、チンチラ、マーラ、カピバラ、秋田犬、フェネック、ミーアキャット、ハクビシン、コモンマーモセット、クロミミマーモセット、ワタボウシタマリン、ムネアカタマリン、ヨザル、コモンリスザル、エリマキキツネザル、ブラウンキツネザル、タラポアン、ニホンザル、ミュラーテナガザル、フタユビナマケモノ、ムツオビアルマジロ、ヨツユビハリネズミ、フクロモモンガ、ミニブタ、ヤギ、コリデール等
鳥類
メンフクロウ、メガネフクロウ、コキンメフクロウ、ナンベイヒナフクロウ、アフリカオオコノハズク、オニオオハシ、チリーフラミンゴ、オカメインコ、コザクラインコ、アオボウシインコ、ムラサキボウシインコ、バライロビタイウロコインコ、キエリヒメコンゴウインコ、ルリコンゴウインコ、ヨウム、オオバタン(非展示)、ヒヨコ等
爬虫類
ワニ類
マレーガビアル、シャムワニ、ジョンストンワニ、コビトカイマン、メガネカイマン、パラグアイカイマン
ヘビ類
アオダイショウ、シマヘビ、ジムグリ、コーンスネーク、テキサスラットスネーク、カリフォルニアキングスネーク、テングキノボリヘビ、セイブシシバナヘビ、オオアオムチヘビ、ヒロクチミズヘビ、ミドリニシキヘビ、アルバーティスニシキヘビ、アミメニシキヘビ、アフリカニシキヘビ、アメジストニシキヘビ、ビルマニシキヘビ、マレーアカニシキヘビ、ズグロニシキヘビ、ボールニシキヘビ、ボアコンストリクター、キイロアナコンダ等
トカゲ類
ホウセキカナヘビ、トッケイヤモリ、ツノミカドヤモリ、ヒガシアオジタトカゲ、エボシカメレオン、パンサーカメレオン、グリーンイグアナ、エリマキトカゲ、フトアゴヒゲトカゲ、ゲイリートゲオアガマ、フィリピンホカケトカゲ、アメリカドクトカゲ、ミナミテグー、コガネオオトカゲ、ミズオオトカゲ、ナイルオオトカゲ等
カメ類
クサガメ、カントンクサガメ、ニホンイシガメ、ミナミイシガメ、ウンキュウ、ハナガメ、アンナンガメ、ニセチズガメ、ミシシッピアカミミガメ、フロリダアカハラガメ、ミツユビハコガメ、キイロドロガメ、カブトニオイガメ、マタマタ、ヒラリーカエルガメ、クレフトマゲクビガメ、インドハコスッポン、フロリダスッポン、ワニガメ、カミツキガメ、アカアシガメ、エロンガータリクガメ、インドホシガメ、ビルマホシガメ、ヨツユビリクガメ、フチゾリリクガメ、ホウシャガメ、ケヅメリクガメ、アルダブラゾウガメ等
両生類
ニホンアマガエル、テヅカミネコメアマガエル、イエアメガエル、アフリカウシガエル、アフリカツメガエル、マルメタピオカガエル、ファンタジーツノガエル、アカハライモリ、イベリアトゲイモリ、メキシコサラマンダー、オビタイガーサラマンダー、ミツユビアンフューマ、グレーターサイレン等
魚類
グッピー、ネオンテトラ、ドクターフィッシュ、エンゼルフィッシュ、セイルフィンプレコ、レッドテールキャット、ナイフフィッシュ、ポリプテルス、アジアアロワナ、シルバーアロワナ、ピラニア・ナッテリー、イエロー・ピラニア、ブラック・コロソマ、アリゲーター・ガー、オスカー、オスフロネームス、カクレクマノミ、スズメダイ等
節足動物
カブトムシ、クワガタ、コスタリカンゼブラレッグ、ベネズエラブラックジャイアントオオムカデ等
その他無脊椎動物
ウシビル、ネッタイチスイビル等

## 昔の展示で過去の飼育動物
過去にはそれ以下の飼育動物が展示されていた。
哺乳類
コアラ、クロキノボリカンガルー、ダマワラビー、ベネットアカクビワラビー、セスジクスクス、ポニー、アメリカバク、ヤクシカ、ダマジカ、アルパカ、ラマ、サフォーク種、シバヤギ、ミニチュアダックスフンド、シーズー、オセロット、フェレット、キノボリジャコウネコ、ビントロング、アライグマ、アカハナグマ、キンカジュー、ショウガラゴ、オオガラゴ、スローロリス、ワオキツネザル、ピグミーマーモセット、シロガオマーモセット、フサオマキザル、シロガオオマキザル、クロクモザル、シロテテナガザル、ミニウサギ、ダッチ、チンチラ、ヒマラヤン、ロップイヤー、アンゴラウサギ、フレミッシュ・ジャイアント、ジャンガリアンハムスター、ゴールデンハムスター、ロボロフスキーハムスター、チャイニーズハムスター、ラット、ハツカネズミ、スナネズミ、オルドカンガルーネズミ、ハダカデバネズミ、ニホンリス、エゾリス、シマリス、タイワンリス、ミケリス、アメリカアカリス、インドオオリス、クロオオリス、オグロプレーリードッグ、リチャードソンジリス、ジュウサンセンジリス、インドタテガミヤマアラシ、カナダヤマアラシ、ヌートリア、マスクラット、パカ、アグーチ、オオアリクイ、ミナミコアリクイ、インドオオコウモリ、コモンツパイ、ヒメヒミズ等
鳥類
ダチョウ、エミュー、ヒクイドリ、トキイロコンドル、フクロウ、サンバード、ジュウシマツ、カナリア、ブンチョウ、キンカチョウ、コキンチョウ、ゴクラクチョウ、アンデスイワドリ、キュウカンチョウ、タイヨウチョウ、ミツスイ、ハチドリ、キジバト、カンムリバト、オウギバト、マガモ、カルガモ、アイガモ、アヒル、シナガチョウ、バリケン、ウズラ、カンムリウズラ、カンムリシャコ、ニホンキジ、ホロホロチョウ、インドクジャク、白色レグホーン種、チャボ (鶏)、アネハヅル、ホオジロカンムリヅル、ショウジョウトキ、クロトキ、アフリカヘラサギ、セキセイインコ、ヒインコ、ボタンインコ、ルリゴシボタンインコ、ワカケホンセイインコ、キエリボウシインコ、キビタイボウシインコ、ゴシキセイガイインコ、モモイロインコ、ショウジョウインコ、オオハナインコ、コガネメキシコインコ、アカコンゴウインコ、ミドリコンゴウインコ、ヒワコンゴウインコ、ベニコンゴウインコ、タイハクオウム、コキサカオウム、アオメキバタン、コバタン、エボシドリ、ニシムラサキエボシドリ、ホオジロエボシドリ、カンムリエボシドリ、ムジエボシドリ、アラカリ、シロムネオオハシ、ウスヒムネオオハシ、ニショクキムネオオハシ、シワコブサイチョウ、オオサイチョウ等
爬虫類
ナイルワニ、コンゴコビトワニ、キングコブラ、タイコブラ、タイワンコブラ、エジプトコブラ、インドネシアコブラ、ドクフキコブラ、アマガサヘビ、ブラックマンバ、ヒガシグリーンマンバ、エラブウミヘビ、ヒロオウミヘビ、ハブ、トカラハブ、サキシマハブ、タイワンハブ、ヒメハブ、ヨロイハブ、タケアオハブ、ニホンマムシ、マレーマムシ、アメリカマムシ、ウラコアガラガラヘビ、トウブダイヤガラガラヘビ、ガボンアダー、パフアダー、ライノセラスアダー、ブッシュバイパー、ブームスラング、マングローブヘビ、ヤマカガシ、シュウダ、アカマタ、ブロンズヘビ、プェブランミルクスネーク、キイロネズミヘビ、タイワンスジオ、ホソツラナメラ、キタヤブコノミ、ジャワヤスリヘビ、ヒゲミズヘビ、インドニシキヘビ、シロメニシキヘビ、カーペットパイソン、ジャングルカーペットニシキヘビ、マングローブニシキヘビ、キューバボア、コロンビアニジボア、ビブロンボア、ハイチボア、エメラルドツリーボア、ミュラースナボア、ガーデンツリーボア、ブラジルニジボア、オオアナコンダ、ニホントカゲ、ニホンカナヘビ、ニホンヤモリ、ヤシヤモリ、グランディスヒルヤモリ、マダガスカルミドリヤモリ、ヒョウモントカゲモドキ、ニシアフリカトカゲモドキ、レッドイグアナ、トゲオイグアナ、グリーンアノール、ナイトアノール、グリーンバシリスク、マツカサトカゲ、トビトカゲ、トゲチャクワラ、トゲオアガマ、キノボリトカゲ、インドシナウォータードラゴン、アルマジロトカゲ、ヨーロッパアシナシトカゲ、ブラックテグー、オオプレートトカゲ、ハナブトオオトカゲ、サバクオオトカゲ、サバンナオオトカゲ、ノドジロオオトカゲ、デュメリルオオトカゲ、アオウミガメ、キバラガメ、セマルハコガメ、カロリナハコガメ、モエギハコガメ、マレーハコガメ、サソリドロガメ、スジオオニオイガメ、ミシシッピニオイガメ、ヒメニオイガメ、オオアタマガメ、ニホンスッポン、スッポンモドキ、ニシキマゲクビガメ、オオヨコクビガメ、ジーベンロックナガクビガメ、オーストラリアナガクビガメ、トゲヤマガメ、アカスジヤマガメ、クモノスガメ、ヒョウモンガメ、パンケーキガメ、ヘルマンリクガメ、セオレリクガメ、ロシアリクガメ、ビルマムツアシガメ等
両生類・魚類・節足動物
アカメアマガエル、ジュウジメドクアマガエル、キンスジアメガエル、モリアオガエル、シュレーゲルアオガエル、トノサマガエル、トウキョウダルマガエル、アジアヒョウガエル、ツチガエル、コケガエル、マダラヤドクガエル、アイゾメヤドクガエル、コバルトヤドクガエル、キオビヤドクガエル、モウドクフキヤガエル、チョウセンスズガエル、アフリカアカツノガエル、クランウェルツノガエル、フィリピンウキガエル、サビトマトガエル、ピパピパ、ベルツノガエル、ウシガエル、ナンベイウシガエル、ニホンヒキガエル、アズマヒキガエル、オオヒキガエル、ミドリヒキガエル、シリケンイモリ、カリフォルニアイモリ、オオミットサラマンダー、ファイアサラマンダー、マダラファイアサラマンダー、ヒメヌマサイレン、メダカ、コンゴテトラ、プラニケプス、オーストラリアハイギョ、ピラルクー、コリドラス、クラウンローチ、オレンジフィン・ピラニア、ティラピア、デンキウナギ、デンキナマズ、ロングノーズガー、スポッテッドガー、ベタ、ハゼ、クマノミ、ハリセンボン、クモウツボ、ハナカマキリ、マダガスカルオオゴキブリ、ダイオウサソリ、ベトナムオオムカデ、オウムガイ、カブトガニ、ナマコ、アオウミウシ、カワテブクロ、ブルージェリーフィッシュ等

## 営業
- 営業時間：8時30分～17時30分
- 定休日：無休
- 駐車場：あり（100台 無料）
- 料金：大人1300円、高校生1000円、子供800円
- ペット同伴可

## サポーター制度
厳しい経営状態の改善を目指し、2011年5月から「サポーター制度」を導入した。会費1万円で3年間、本人の入園が無料となり、同行者は4名まで入園料が3割引となる。
また、動物が食べる野菜や果物の寄付を常時受け入れている。

## アクセス
- 車
  - 関越自動車道・渋川伊香保IC・国道173号線・国道53号線・国道145号を経由、草津温泉方面へ1時間30分
- 電車
  - JR吾妻線長野原草津口駅から「草津温泉行」のバス「草津温泉」下車、徒歩12分